# X Factor 4 Compilation
X Factor 4 Compilation è una compilation, pubblicata il 26 ottobre 2010. Raccoglie i brani cantati dai concorrenti della quarta edizione di X Factor Italia e le loro basi musicali.

## Tracce

### CD 1
1. Davide Mogavero – La luce dell'est – 4:50 (Lucio Battisti)
2. Stefano Filipponi – Quanto t'ho amato – 4:38 (Roberto Benigni)
3. Nevruz – Pugni chiusi – 2:26 (I Ribelli)
4. Kymera – Polvere – 3:16 (Enrico Ruggeri)
5. Manuela Zanier – La spada nel cuore – 4:12 (Patty Pravo)
6. Ruggero Pasquarelli – A me me piace 'o blues – 3:02 (Pino Daniele)
7. Nathalie – Piccolo uomo – 4:07 (Mia Martini)
8. Effetto Doppler – È la pioggia che va – 3:09 (The Rokes)
9. Dorina Leka – Un'emozione da poco – 3:11 (Anna Oxa)
10. Cassandra Raffaele – Città vuota – 2:11 (Mina)
11. Borghi Bros – Piazza Grande – 3:44 (Lucio Dalla)

Durata totale: 38:46

### CD 2
1. La luce dell'est (strumentale) – 4:50
2. Quanto t'ho amato (strumentale) – 4:38
3. Pugni chiusi (strumentale) – 2:26
4. Polvere (strumentale) – 3:16
5. La spada nel cuore (strumentale) – 4:12
6. A me me piace 'o blues (strumentale) – 3:02
7. Piccolo uomo (strumentale) – 4:07
8. È la pioggia che va (strumentale) – 3:09
9. Un'emozione da poco (strumentale) – 3:11
10. Città vuota (strumentale) – 2:11
11. Piazza Grande (strumentale) – 3:44

Durata totale: 38:46

## Classifica italiana
| Classifica | Posizione più alta |
| ---------- | ------------------ |
| FIMI       | 11                 |